# Пульс (альбом Reflex)
«Пульс» — шестой студийный альбом российской группы REFLEX. Выпущен 2 декабря 2005 года лейблами REFLEXMUSIC, «Первое музыкальное издательство» и Artur Music. На диске представлено 14 композиций, а также два клипа на песни «Танцы» и «Люблю», вошедших в альбом в качестве бонус-треков.

## История выхода альбома
Первую песню с альбома — «Научи любить» — коллектив представил в мае 2005 года на праздничном первомайском концерте в ЦПКиО им. Горького. Тогда же стало известно о том, что коллектив записывает пластинку. В начале июня группа завершила работу над композицией «Танцы», съёмки клипа на которую проходили с 8 по 23 июня. В августе стало известно, что группа продолжает работу над альбомом, и что предположительно он выйдет в сентябре. В ноябре завершились съёмки клипа на песню «Я разбила небо», режиссёром которого выступил Виталий Мухаметзянов, который также является режиссёром клипа «Танцы». Первоначально коллектив планировал экранизировать песню «Если небо не за нас», но позже было принято решение снять клип на композицию «Я разбила небо».
Изначально, релиз альбома был назначен на 23 ноября 2005 года, но был перенесён на 2 декабря, в связи  с проведением антипиратской операции «Контрафакт». Согласно компании «Мистерия звука», которая является дистрибьютором данного диска, группа REFLEX возглавила топ-10 российских исполнителей, обойдя таких звёзд, как Валерий Меладзе, Uma2rman, Серёга.
В начале 2006 года к группе присоединилась певица Женя Малахова. В обновлённом составе группа пересняла клип «Я разбила небо». В ноябре того же года на замену Ирине Нельсон пришла Анастасия Студеникина, с которой был снят клип на композицию «Научи любить».

## Реакция критиков
Виктор Шкурдюк из InterMedia дал альбому положительную оценку, однако по его мнению «пластинка устарела — не музыкально, а ситуационно - через пару недель после выхода», в связи с приходом новой солистки  Жени Малаховой. Рецензент отметил достаточное количество хитов на альбоме, грамотный продакшн и современный звук. Были отмечены песни «Если небо не за нас» и «Первый раз», а также англоязычные треки — «Alive» и «Hold me». По мнению рецензента, песни «Если небо не за нас» и «Научи любить» могли бы стать успешными радиосинглами.

## Список композиций
| №   | Название                      | Текст песни                       | Музыка | Длительность |
| --- | ----------------------------- | --------------------------------- | --- | ------------ |
| 1.  | «Rock'n'roll»                 | Леона Войналович                  | Вячеслав Тюрин                                                                                                | 3:37         |
| 2.  | «Если небо не за нас»         | Глеб Кулыгин                      | Вячеслав Тюрин                                                                                                | 4:21         |
| 3.  | «Я разбила небо»              | Леона Войналович                  | Вячеслав Тюрин                                                                                                | 3:30         |
| 4.  | «Люблю (Sympho House Mix)»    | Ирина Нельсон                     | Евгений Абрамов, Вячеслав Тюрин                                                                               | 3:51         |
| 5.  | «Научи любить»                | Глеб Кулыгин                      | Вячеслав Тюрин                                                                                                | 3:38         |
| 6.  | «Я словно ветер»              | Леона Войналович                  | Вячеслав Тюрин, Roberto Cimarosti, Les Fleming, Billie Ray Martin, Brian Nordhoff, Lalo Schifrin, Joe Stevens | 4:36         |
| 7.  | «Alive»                       | Наталья Сигаева                   | Родион Кривенко, Вячеслав Тюрин                                                                               | 3:35         |
| 8.  | «Половинка»                   | Глеб Кулыгин                      | Вячеслав Тюрин, Ирина Нельсон                                                                                 | 3:28         |
| 9.  | «Жёсткое диско»               | Глеб Кулыгин                      | Вячеслав Тюрин                                                                                                | 4:07         |
| 10. | «Танцы»                       | Леона Войналович, Глеб Кальпурний | Вячеслав Тюрин, Евгений Белявцев (DJ Unix)                                                                    | 3:54         |
| 11. | «Hold Me»                     | Михаил Юраков                     | Вячеслав Тюрин                                                                                                | 4:00         |
| 12. | «Люблю (Extended Trance Mix)» | Ирина Нельсон                     | Евгений Абрамов, Вячеслав Тюрин                                                                               | 6:59         |
| 13. | «Первый раз (Club Mix)»       | Ирина Нельсон                     | Вячеслав Тюрин                                                                                                | 4:25         |
| 14. | «Первый раз (House Mix)»      | Ирина Нельсон                     | Вячеслав Тюрин                                                                                                | 4:02         |

| №   | Название | Длительность |
| --- | -------- | ------------ |
| 15. | «Люблю»  |              |
| 16. | «Танцы»  |              |

## Варианты издания
| Год  | Носитель        |
| ---- | --------------- |
| 2005 | CD              |
| 2005 | Компакт-кассета |

## Награды
| Год  | Премия              | Номинируемая работа | Статус |
| ---- | ------------------- | ------------------- | ------ |
| 2006 | «Золотой граммофон» | «Танцы»             | Победа |

## Участники записи
- Ирина Нельсон — вокал, автор слов и музыки
- Алёна Торганова — бэк-вокал
- Григорий Розов — бэк-вокал
- Андрей Слончинский (Zlon) — аранжировка (дорожки 1—4, 7—14)
- DJ Freza — аранжировка (дорожка 5)
- Roberto Cimarosti — аранжировка (дорожка 6)
- Вячеслав Тюрин — саунд-продюсерирование
- Андрей Аспидов (DJ Orl) — запись, сведение, мастеринг